# M-9 Multipurpose Bayonet System
Das  M-9 Bayonet ist ein Bajonett für die Gewehre Rifle 5.56 mm M16 und Carbine 5,56 mm M4. Die offizielle Bezeichnung lautet englisch M-9 Multipurpose Bayonet System. Es ist das offizielle Bajonett der United States Army.

## Geschichte
Das Bajonett M-9 wurde von der Firma Phrobis III Ltd. entwickelt und zunächst (1986–1990) von Buck Knives hergestellt. Ab 1992 stellte die Firma Lan Cay die Bajonette her. Die Drahtschneiderfunktion des M-9 wurde einschließlich der Rückensäge vom Kalaschnikow-Bajonett M1959 kopiert. Frühe M-9 waren nicht oberflächenbeschichtet, ab 1995 wurden die Bajonette geschwärzt ausgeliefert. Ein weiterer Hersteller ist die Ontario Knife Company; diese Bajonette haben einen Kunststoffgriff und sind olivgrün beschichtet.

## Trageweise

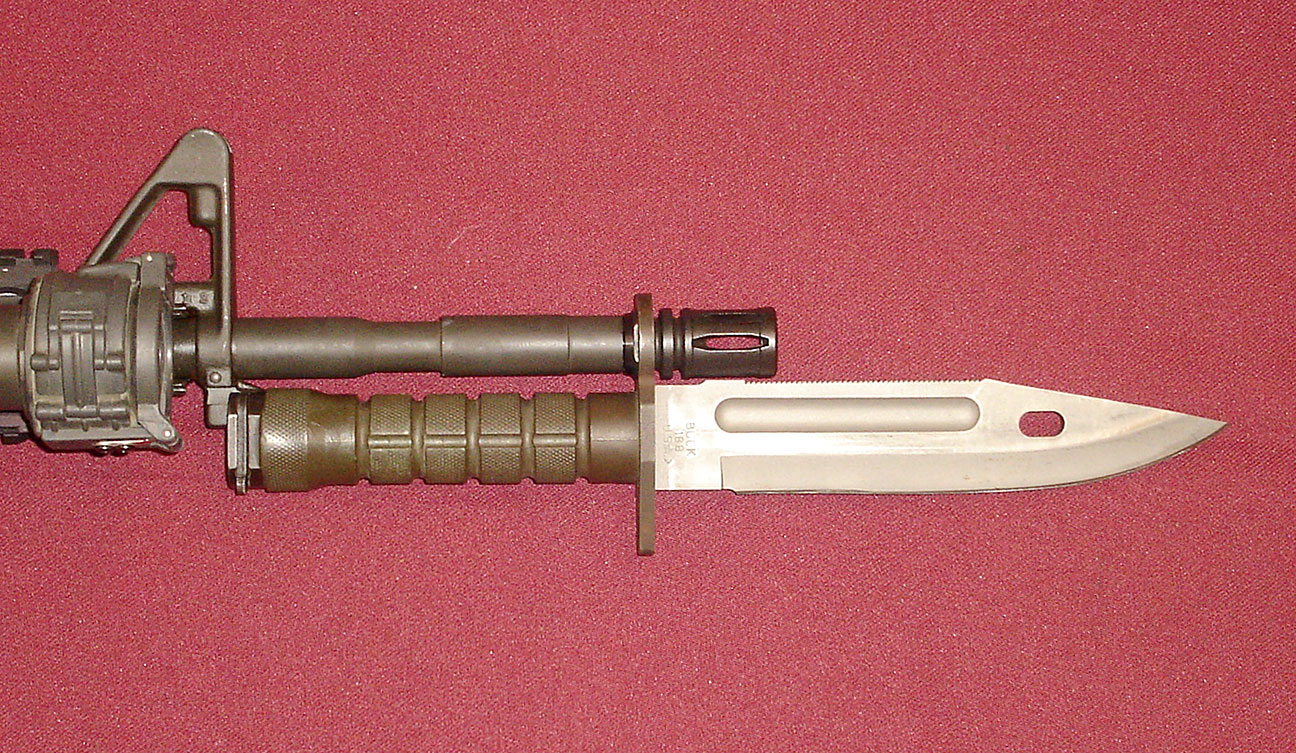
Aufgepflanztes M-9

Das M-9 kann, dank der multifunktionalen Ausstattung mit Befestigungseinrichtungen seiner speziell dafür entwickelten Scheide, nach den individuellen Bedürfnissen des Trägers, oder nach den verschiedenen Möglichkeiten der Ausrüstung, befestigt werden. So sind ebenso verschiedene „Upside-Down“-Trageweisen möglich, wie bei Kampfmessern oft verwendet.

## Technik

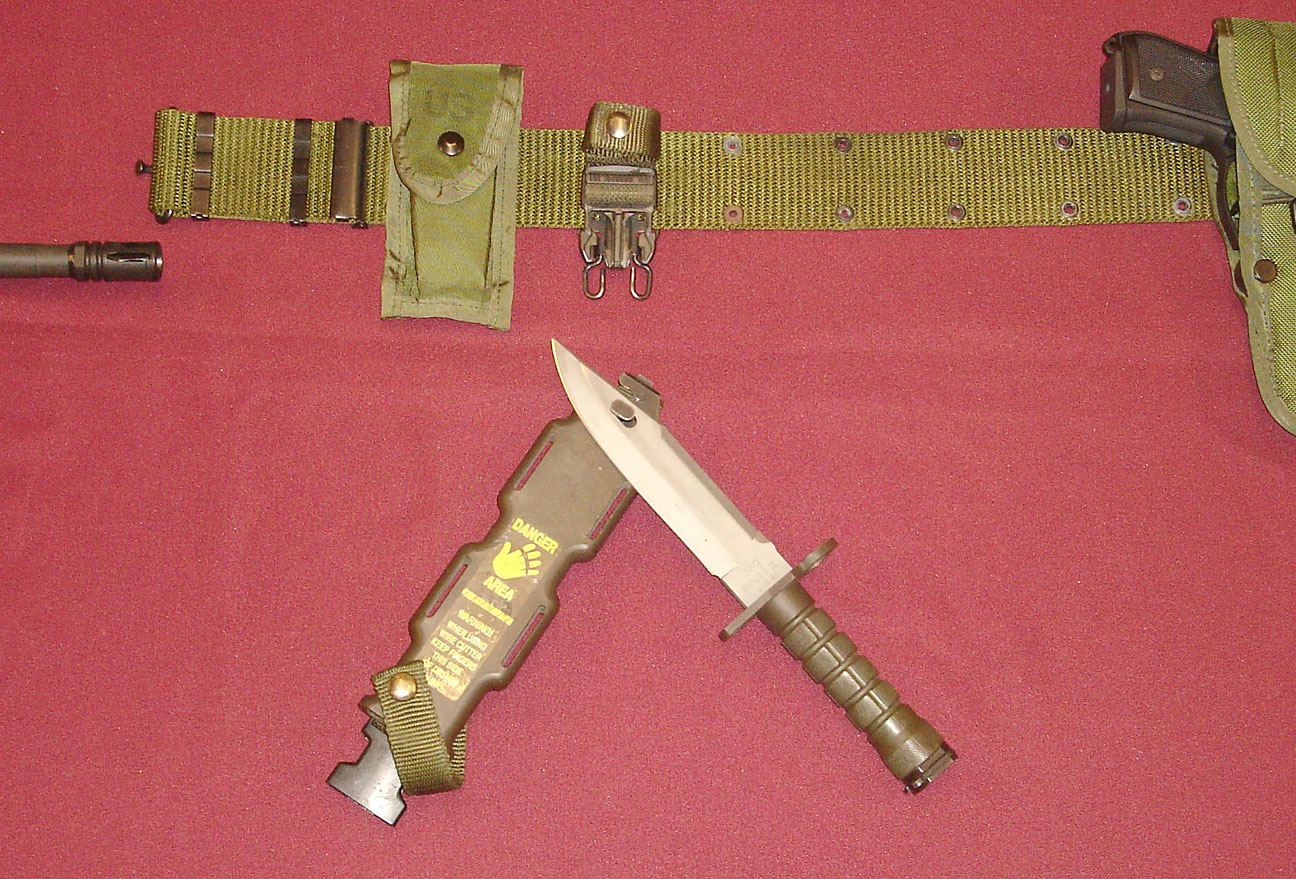
Drahtschneidefunktion

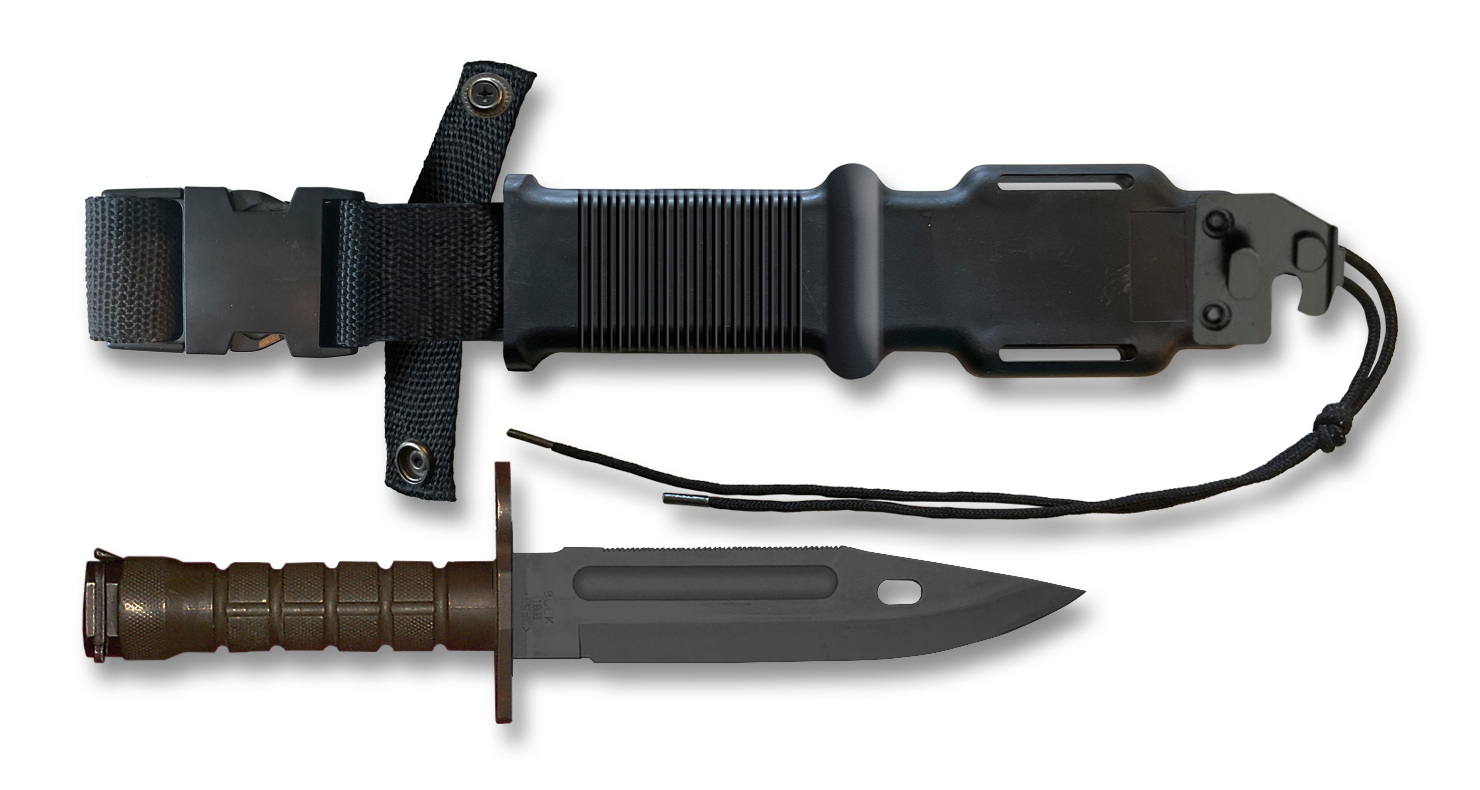
M9 Bajonett mit brünierter Klinge und isolierter Scheide zum Schneiden von stromführenden Drähten

Das M-9 ist 30,48 cm (12 Zoll) lang und hat eine Klingenlänge von 17,78 cm (7 Zoll). Es besteht aus einer Klinge mit durchgehendem Erl, einer Parierscheibe mit Bohrung zur Befestigung am Mündungsfeuerdämpfer des Gewehrs M16 und des Karabiners M4 und einer Befestigungsklinke zum Arretieren des Bajonetts an der Bajonettaufnahme des Gewehrs.
Die Scheide besteht wie das Heft aus Kunststoff und hat im Inneren eine Metallfederklammer zur Fixierung des Bajonetts in der Scheide. Es befinden sich verschiedene Befestigungseinrichtungen an der Scheide sowie ein Geweberiemen mit Druckknopf zur Sicherung des Bajonettgriffs. Unten befindet sich eine Aufnahme für die mit einem entsprechenden Loch versehene Klinge, um Bajonett und Scheide zu einer Drahtschere zusammenfügen zu können. Die Schneidewirkung wird über den längeren Hebel der beiden Elemente auf eine Halteeinrichtung, nahe der Klingenaufnahme an der Scheide und der kurzen Schärfe des Klingenrückens des Bajonetts, übertragen. An der Rückseite der Scheide befindet sich ein Schärfstein.

## Nutzer
- U.S. Army
- U.S. Marines
- Australien
- Abu Dhabi
- Niederlande
- Japan